# Forum islamico d'Europa
Il Forum islamico d'Europa (Islamic Forum of Europe) è una organizzazione comunitaria e islamica, con sede in Regno Unito, con filiali in tutta Europa.
L'organizzazione giovanile è chiamata Organizzazione dei giovani musulmani (Young Muslim Organisation), che ha sede in Gran Bretagna, con diverse filiali in tutta la Europa, ed è molto attivo nella comunità del Bangladesh.
Per quanto riguarda l'organizzazione delle donne, è chiamata "La Muslimaat". 

## Storia e Organizzazione
Il Forum islamico d'Europa è stato fondato nel 1968 da Chowdhury Mueen Uddin, anche grazie all'aiuto dell'ex presidente della Moschea di East London, Dottor Muhammad Abdul Bari e Musleh Faradhi nel corso del 2005.
Il Forum islamico d'Europa è stato anche aiutato molte volte dal sindaco di Tower Hamlets, Lutfur Rahman.